# Henri-Louis-Stanislas Mortier de Fontaine
Henri-Louis-Stanislas Mortier de Fontaine, né le 13 mai 1816 à Vychnivets (Oblast de Ternopil) et mort le 10 mai 1883 à Londres, est un pianiste français d'origine polonaise.

## Biographie
Il étudie à Varsovie et fait ses débuts en 1832 à Gdańsk. Il vient à Paris l'année suivante, accueilli « comme un frère » par Frédéric Chopin. À partir de 1837, il parcourt l'Italie, retourne à Paris en 1840. Ami de Franz Liszt, il devient le parrain de sa fille Cosima, future épouse de Richard Wagner. Liszt lui a dédié les transcriptions pour piano de trois Marches de Franz Schubert.
En 1836, il épouse une cantatrice belge, Marie-Josine Vanderperren. Le 24 avril 1842 dans la salle du Conservatoire de Paris, le couple organise et finance un concert, où Berlioz dirige des œuvres d'Arcadelt, Mozart, Beethoven et le Concerto pour piano no 1 de Mendelssohn. Marie-Josine Vanderperren y donne la première audition publique de la mélodie Absence, des Nuits d'été de Berlioz, dans sa version pour chant et piano publiée en septembre 1841.
Mortier de Fontaine divorce par la suite, pour épouser Marguerite Limbach.
En 1847, il se fait connaître pour son interprétation de la Sonate no 29 « Hammerklavier », op. 106 de Beethoven, considérée comme une composition exceptionnellement difficile.
En 1850, il s'installe en Russie et, dans les années 1850-1860, il enseigne à Saint-Petersbourg. En 1853, il s'y produit avec une série de « concerts historiques », dans lesquels il présente des interprétations d'œuvres anciennes, en accord avec l'esprit de l'époque.
À partir de 1860, il s'installe à Munich, se produisant dans de nombreuses villes européennes avec des concerts de musique ancienne, et est également professeur. Ses étudiants comprennent, entre autres Wilhelm Kienzl. Il s'installe à Paris et passe les dernières années de sa vie à Londres.